# Fight Music
Singles de D12
Ain't Nuttin' But Music
(2001) My Band
(2004)
Fight Music est un single composé par le groupe de rap américain D12, tiré de l'album Devil's Night commercialisé en 2001. Produite par Dr.Dre et Scott Storch, elle constitue le quatrième single extrait de Devil's Night. La chanson est distribuée par Interscope Records et Shady Records, label fondé par Eminem et Paul Rosenberg. La chanson a rencontré un certain succès notamment dans les Îles Britanniques (onzième au Royaume-Uni et seizième en Irlande). La chanson est présente dans la bande originale de la comédie Projet X.

## Clip vidéo
Le début du clip est largement inspiré du film Les Guerriers de la nuit. Le rappeur Ice-T participe au début du clip et reprend les phrases du film Can you count? et Can you dig it?. Le clip comprend les apparitions de deux rappeurs américains, Fat Joe et Obie Trice. Il existe, comme pour Purple Pills, deux clips vidéos. Un premier non censuré et un second quant à lui dédié aux télévisions américaines où toutes les paroles explicites de la chanson sont remplacées et où quelques images sont également remplacées. Les deux versions sont présentes sur la plateforme vidéo VEVO. Le clip a, en partie, été tournée sur Coney Island dans le borough de Brooklyn, à New York.

## Liste des pistes
- CD single version britannique[1]

1. "Fight Music" (A. Young, D. Porter, D. Holton, M. Mathers, O. Moore, R. Johnson, V. Carlisle) - 4:58
2. "Freestyle" (M. Mathers, R. Johnson, D. Porter) - 3:43
3. "Words Are Weapons" (A. Young, D. Holton, M. Mathers, O. Moore, Funkmaster Flex) - 5:04
4. "Fight Music" (Director's Cut Video) - 3:58

- CD single version européenne[2]

1. "Fight Music" (Radio Edit) - 3:49
2. "Fight Music" - 4:58
3. "Fight Music" (Music Video) - 4:22

- Maxi single version européenne et australienne[3]

1. "Fight Music" - 4:58
2. "Fight Music" (Acapella) - 4:01
3. "Words Are Weapons" - 4:38
4. "Fight Music" (Instrumental) - 4:24
5. "Fight Music" (Music Video) - 4:19

- 12" vinyl version américaine[4]

1. "Fight Music" (Clean Version) - 3:49
2. "Fight Music" - 4:58
3. "Fight Music" (Instrumental) - 4:24
4. "Fight Music" (Acapella) - 4:01

- 12" vinyl and Cassette version britannique[5]

1. "Fight Music" - 4:58
2. "Freestyle" - 3:43
3. "Words Are Weapons" - 5:04

- DVD single version britannique

1. "Fight Music" (Director's Cut Video) - 3:58
2. "Five Interview Clips" - 3:03
3. "Shit On You" (Music Video) - 5:14
4. "Words Are Weapons" (Audio) -  4:37

## Classements
| Classement (2001)                         | Meilleure position |
| ----------------------------------------- | ------------------ |
| Allemagne (Media Control AG)              | 38                 |
| Australie (ARIA)                          | 27                 |
| Autriche (Ö3 Austria Top 40)              | 61                 |
| Belgique (Flandre Ultratop 50 Singles)    | 31                 |
| Belgique (Wallonie Ultratop 50 Singles)   | 40                 |
| Irlande (IRMA)                            | 16                 |
| Pays-Bas (Nederlandse Top 40)             | 34                 |
| Suisse (Schweizer Hitparade)              | 51                 |
| Royaume-Uni (The Official Charts Company) | 11                 |